# Siegfried Voglreiter
 (mai 2017).
Siegfried Voglreiter (né le 22 décembre 1969) est un ancien skieur alpin autrichien.

## Coupe du Monde
- Meilleur classement final : 23e en 1997.
- Meilleur résultat : 2e.